# 山噝蝰
山噝蝰（學名：Bitis atropos）是噝蝰屬下的一種毒蛇，只分布於南非的三個山脈地帶。山噝蝰有一種頗不尋常的特性，牠本身僅屬體格細小的蝰蛇，然而在其毒素中，神經毒素卻佔了極大比例，這與一般小型毒蛇的毒素成分有所分別。目前未有任何亞種被確認。

## 特徵
成年山噝蝰體長約有30至40公分，雌蛇普遍較雄蛇長大，目前最高紀錄的山噝蝰體長為60公分。

## 地理分布
山噝蝰特別分布於南非地區的山脈地帶，包括津巴布韋的奇馬尼馬尼山脈及英揚加高地、莫桑比克、納塔爾省、萊索托、自由邦、開普省等。學者Spawls及Branch（1995）亦提及山噝蝰分布於開普省至開普半島一帶。其標準產地被記載為「美國」，明顯是手民之誤，實際標準產地當以學者FitzSimons（1962）所提及的「好望角」較為接近。

## 棲息地
山噝蝰能於不少地形中棲息活動，但牠們普遍傾向選擇較寒涼的地區。另外，分布在南非較北地區的山噝蝰，由於身處冬夏氣候差距較大的地區，因此多出沒於海拔3000米上的山群間。在津巴布韋，山噝蝰一般不會出現於海拔1500米以下。牠們的出沒地區多為岩石多、山勢陡峭的地形，亦會偶爾出沒於草地或灌木林間。
而分布在南非較南地區（南非開普省）的山噝蝰，由於當地冬天冷而潮濕，夏天熱而乾燥，牠們為了調節溫差，多會出沒於海岸地區或山間的石楠叢裡，與及有較多草地及矮灌木的地區。

## 外部連結
- （英文）TIGR爬蟲類資料庫：山噝蝰